# Lago de Pérolles
O Lago Pérolles é um lago artificial localizado no Rio Saane, próximo a Friburgo, no oeste da Suíça. A sua superfície é de 0,35 quilómetros quadrados. A barragem que está na origem deste lago foi construída em 1872, tendo a sua altura sido aumentada em 2,5 metros em 1910. A bacia de água é de 1250 quilómetros quadrados.